# Heinrich Riethmüller
Heinrich Riethmüller (* 23. Dezember 1921 in Berlin; † 8. Dezember 2006 in Baiersbronn) war ein deutscher Musiker, Komponist und Synchronregisseur. Einem Millionenpublikum ist er als damaliger musikalischer Leiter der Fernsehshow Dalli Dalli von und mit Hans Rosenthal bekannt. Ohrwürmer waren auch die von ihm in den 1960er bis 1980er Jahren ins Deutsche übertragenen Liedertexte zahlreicher Walt-Disney-Zeichentrickfilme.

## Leben und Wirken
Nach dem Besuch des Canisius-Kollegs (Jesuitenschule) in Berlin erhielt Heinrich Riethmüller zwischen 1937 und 1940 privaten Kompositionsunterricht durch K. Doebler sowie privaten Klavier- und Orgelunterricht durch Hugo Berger. Ab 1940 studierte er in seiner Heimatstadt Kirchenmusik an der Akademie für Kirchen- und Schulmusik. Er war Mitglied im Bund Neudeutschland. Ab 1942 war Riethmüller als Organist und Chorleiter tätig. Nach 1945 spielte er beim Radio Berlin Tanzorchester und wurde 1947 musikalischer Leiter des Berliner Kabaretts „Ulenspiegel“.
Riethmüller hat sich musikalisch sehr breit betätigt. Obwohl er auch ernste Werke wie die Tempelhofer Messe (1974) komponierte, war die Unterhaltungsmusik sein eigentliches Metier. So schrieb er ab 1951 eine Reihe von Filmmusiken für Komödien oder Heimatfilme vom Schlage eines Heideschulmeister Uwe Karsten (1954). Daneben gehörte Riethmüller in dieser Zeit auch zum Team aller RIAS-Hörfunksendungen von Hans Rosenthal: Wer fragt, gewinnt, Allein gegen alle, Spaß muss sein sowie der Radioshow Die Rückblende, einer satirischen Sendung. Er steuerte zumeist die Musik zu den literarischen Chansons bei. Wegen ihres großen Erfolges schaffte die Reihe 1961 auch kurzzeitig den Sprung ins Fernsehen, als sie vom NDR produziert wurde.
Entscheidend für Riethmüllers weitere Karriere war die Begegnung mit Hans Rosenthal. Für den Showmaster schrieb er fast alle Titelmusiken seiner Radiosendungen wie Wer fragt, gewinnt, Allein gegen alle und Spaß muß sein sowie für die Fernsehquizreihe Gut gefragt ist halb gewonnen, die von 1964 bis 1970 lief. Einem großen Publikum wurde er dann ab 1971 durch Rosenthals Nachfolgeshow Dalli Dalli bekannt. Für die Show komponierte er die Titelmelodie und begleitete als musikalischer Leiter die Sänger am Klavier oder mit der Combo von Götz Wendlandt. Riethmüller trat auch immer wieder selbst bei Konzerten am Klavier oder an der Wurlitzer-Orgel als Musiker auf. Daneben hatte er zeitweilig auch ein eigenes Orchester und leitete das RIAS-Orchester; bei Berliner Veranstaltungen von Hans Rosenthal war er daneben auch noch häufig Leiter des RIAS-Tanzorchesters.
Seit 1950 betätigte sich Riethmüller zudem als musikalischer Leiter bei Musiksynchronisationen fremdsprachiger Spielfilme. Seine bekannteste Arbeit in dieser Funktion ist Mary Poppins (1964), dessen deutsche Dialoge und Musiktexte Eberhard Cronshagen verfasste. Das Gespann Cronshagen/Riethmüller arbeitete auch in den folgenden Jahren noch gemeinsam an weiteren Synchronfassungen von Walt-Disney-Filmen. Mit der deutschen Fassung von Das Dschungelbuch (1967) bewies Riethmüller dann aber, dass er auch im Alleingang Synchronbuch und -regie sowie musikalische Leitung handhaben konnte. Fortan entwickelte er sich zum Spezialisten für die Erarbeitung der deutschen Versionen von Disney-Zeichentrickfilmen, deren Synchronisation er bis hin zu Cap und Capper – Zwei Freunde auf acht Pfoten (1981) betreute. Zusätzlich beauftragten ihn die Disney-Studios in den 1970er Jahren damit, neue deutsche Synchronfassungen für die älteren Zeichentrickfilme Pinocchio (1940), Dumbo (1941), Bambi (1942), Susi und Strolch (1955) und 101 Dalmatiner (1961) zu erstellen.
Anfang der 1980er Jahre zog sich Riethmüller aus dem Synchrongeschäft zurück und übersiedelte nach Baiersbronn, seiner Wahlheimat, wo er bis zuletzt wohnte, und widmete sich anderen musikalischen Projekten. Zudem brachte er sich aktiv in das Gemeindeleben ein. Auch schrieb er weiter Theaterstücke. Am 8. Januar 1988 war in der Tribüne in Berlin die Uraufführung seines Singspiels Mutter Gräbert macht Theater, zu dem Curth Flatow das Buch verfasst hatte. Je mehr Zeit jedoch verstrich, desto mehr widmete er sich seinem Wohnort Baiersbronn, insbesondere dem Sängerbund Baiersbronn. Viele Jahre leitete er diesen, und bis in den frühen Herbst 2006 hinein begleitete er die Sänger noch am Klavier. Für den Chor schrieb Riethmüller eigens Lieder.
Stark verbunden war Heinrich Riethmüller auch der musikalischen Förderung von Kindern und Jugendlichen. In den 1980er und 1990er Jahren konzertierte der Profimusiker häufig mit dem Kinderchor Bad Oeynhausen e. V., geleitet von der Sopranistin Brunhilde Mühlmeier, in Ostwestfalen-Lippe, in Berlin und im Schwarzwald. Bei diesen gemeinsamen Aufführungen der Tempelhofer Messe übernahm er stets selbst den Orgelpart. Er widmete dem Kinderchor und der Badestadt auch eigene Kompositionen.
Im Dezember 2006 starb Heinrich Riethmüller, zwei Wochen vor seinem 85. Geburtstag, nach schwerer Krankheit. Er hinterließ seine Frau Gertrud Riethmüller und zwei Kinder. Am Freitag, dem 15. Dezember, wurde er auf dem Baiersbronner Friedhof bestattet. Dabei wirkte auch der Sängerbund unter der Leitung seines früheren Dirigenten Karl-Adolf Hornung mit.

## Werke (Auswahl)

### Klassische Kompositionen
- 1947: Im Kinderland. Vier neue Kinderlieder – Worte von Kurt Gohlsch
- 1949: Gesänge des Li Tai Pe für Bariton und Klavier – basierend auf der Nachdichtung von Klabund
- 1974: Tempelhofer Messe
- 1988: Mutter Gräbert macht Theater – Singspiel, Buch von Curth Flatow

### Filmmusiken
- 1952: Der Fürst von Pappenheim: Musik zusammen mit Hugo Hirsch
- 1952: Man lebt nur einmal: Musik
- 1953: So ein Affentheater: Musik zusammen mit Peter Kreuder
- 1954: Die Sieben Kleider der Katrin: Musik und Lieder zusammen mit Bruno Balz und Georg Haentzschel
- 1954: Heideschulmeister Uwe Karsten: Musik
- 1955: Der Himmel ist nie ausverkauft: Musik zusammen mit Heino Gaze
- 1955: Der Pfarrer von Kirchfeld: Musik
- 1957: Unter Palmen am blauen Meer: Musikbeiträge
- 1958: Vater, Mutter und neun Kinder: Musik zusammen mit Heino Gaze
- 1964–1970: Gut gefragt ist halb gewonnen (Fernsehserie): Musik und musikalische Leitung
- 1967: Brille und Bombe: Bei uns liegen Sie richtig!: Musik
- 1971 ff.: Dalli Dalli (Fernsehserie): Musik, musikalische Leitung und Mann am Klavier
- 1975: Aus der Chronik der Familie Sawatzki: Lichtspiele am Preußenkorso (Fernsehserie): Musik
- 1977: Aus der Chronik der Familie Sawatzki: Preußenkorso 45–48 (Fernsehserie): Musik

Daneben ist Heinrich Riethmüller auch als Darsteller in der Filmkomödie Alles für dich, mein Schatz (1954) aufgetreten.

### Synchronarbeiten
- 1964 – Mary Poppins (dt. Mary Poppins, 1964) – musikalische Leitung
- 1967 – The Jungle Book (dt. Das Dschungelbuch, 1968) – Synchronbuch, Liedertexte und Synchronregie
- 1972 – Bedknobs and Broomsticks (dt. Die tollkühne Hexe in ihrem fliegenden Bett, 1972) – musikalische Leitung
- 1970 – The Aristocats (dt. Aristocats, 1971) – Synchronbuch, Liedertexte und Synchronregie
- 1973 – Robin Hood (dt. Robin Hood, 1974) – Synchronbuch, Liedertexte und Synchronregie
- 1976 – Les Douze Travaux d’Astérix (dt. Asterix erobert Rom, 1976) – Synchronbuch und Synchronregie
- 1977 – The Rescuers (dt. Bernard und Bianca – Die Mäusepolizei, 1977) – Synchronbuch, Liedertexte und Synchronregie
- 1979 – The Black Hole (dt. Das schwarze Loch, 1979) – Synchronbuch und Synchronregie
- 1981 – The Fox and the Hound (dt. Cap und Capper – Zwei Freunde auf acht Pfoten, 1981) – Synchronbuch, Liedertexte und Synchronregie

Für folgende Disney-Filme erstellte Riethmüller eine neue deutsche Synchronfassung:
- 1940 – Pinocchio (dt. Pinocchio, 1974) – Synchronbuch, Liedertexte und Synchronregie
- 1941 – Dumbo (dt. Dumbo, der fliegende Elefant, 1976) – Synchronbuch, Liedertexte und Synchronregie
- 1942 – Bambi (dt. Bambi, 1973) – Synchronbuch, Liedertexte und Synchronregie
- 1955 – Lady and the Tramp (dt. Susi und Strolch, 1975) – Synchronbuch, Liedertexte und Synchronregie
- 1961 – 101 Dalmatians (dt. Pongo und Perdi – Abenteuer einer Hundefamilie, 1980) – Synchronbuch, Liedertexte und Synchronregie

## Belege
1. ↑  „Dalli Dalli“-Komponist Riethmüller gestorben. Spiegel Online, 13. Deyember 2006; Nachruf.
2. ↑  Glückliches Oeynhausen – Der Kinderchor Bad Oeynhausen singt die Lieder von Bad Oeynhausen, Single

| Personendaten    | Personendaten                             |
| ---------------- | ----------------------------------------- |
| NAME             | Riethmüller, Heinrich                     |
| KURZBESCHREIBUNG | deutscher Komponist und Synchronregisseur |
| GEBURTSDATUM     | 23. Dezember 1921                         |
| GEBURTSORT       | Berlin                                    |
| STERBEDATUM      | 8. Dezember 2006                          |
| STERBEORT        | Baiersbronn                               |